# Rodan
Rodan (ラドン, Radon) is een kaiju die voorkomt in verschillende Japanse tokusatsufilms. Hij is vooral bekend als een bijpersonage uit de Godzilla-films.
Rodan werd bedacht door Ishirō Honda. Hij maakte zijn debuut in de gelijknamige film uit 1956.

## Achtergrond
Zoals veel Kaiju is Rodan gemodelleerd naar een prehistorisch dier. Hij is een gemuteerde Pterosauriër. Zijn Japanse naam "Radon" is afgeleid uit "pteranodon ". In westerse landen wordt zijn naam aangepast tot Rodan, waarschijnlijk om verwarring met het element Radon te voorkomen.
Rodan is vaak een tegenstander van Godzilla, maar heeft ook geregeld met hem samengewerkt tegen een grotere bedreiging.
Rodans primaire wapens zijn z’n vermogen om te vliegen en zijn enorme wendbaarheid in de lucht. Hij kan windvlagen van orkaankracht opwekken met zijn vleugels, en op supersonische snelheid vliegen. In gevechten gebruikt hij vooral zijn snavel en klauwen als wapens. Zijn snavel is in staat om stenen te verpulveren. Rodan beschikt over grote fysieke kracht, en kan zelfs monsters die zwaarder zijn dan hijzelf dragen. In zijn eerste film kon hij ook een windvlaag afvuren uit zijn snavel, maar dit heeft hij in latere films nooit meer gedaan. In Godzilla vs. Mechagodzilla II ontwikkelde Rodan daarentegen wel de gave om een straal van radioactieve hitte af te vuren. In Godzilla: Final Wars kon hij krachtige supersonische golven opwekken die alles wat ermee in aanraking kwam deden ontbranden of instorten.

## Incarnaties

### Showaserie
Rodan maakte zijn debuut in de gelijknamige film. In deze film werden twee Rodans gewekt door mijnwerkers, samen met een zwerm van prehistorische insecten. De twee legden een nabijgelegen stad geheel in puin. Uiteindelijk viel een Rodan door een bombardement in een vulkaankrater. De andere Rodan dook erachteraan, waarna beide blijkbaar werden vernietigd.
Rodan deed zijn intrede in de Godzillafilms in Ghidorah, the Three-Headed Monster. Het is niet bekend of dit een nieuwe Rodan is, of een van de twee Rodans uit de bovengenoemde film. In de film hielp hij Godzilla en Mothra om King Ghidorah te verslaan. In al zijn Showa-incarnaties is Rodan ongeveer even groot als Godzilla, en is zijn spanwijdte iets groter dan zijn lichaamslengte.
Rodan had in de rest van de Showa-serie nog twee gastrollen. Beide keren werd hij door een buitenaards ras opgezet tegen de mensheid.
Rodan was een van de weinige monsters die onaangetast bleef door Godzilla’s atoomstraal.

### Heiseiserie
De Heisei versie van Rodan verscheen voor het eerst in Godzilla vs. Mechagodzilla II, waarin hij Godzilla Junior op zocht. Rodan speelde een cruciale rol in de climax van de film, waarin hij zijn laatste energie aan Godzilla gaf zodat die Mechagodzilla kon verslaan.
De Heisei Rodan was maar 2/3e van Godzilla’s hoogte, met een spanwijdte van ongeveer de helft van Godzilla’s lengte. Deze versie van Rodan was wel gevoelig voor Godzilla’s atoomstraal. In de film transformeerde hij door toedoen van Godzilla’s radioactieve straling in "Fire Rodan", een rood/goud gekleurde versie van zijn oude vorm.

### Millenniumserie
De Millenniumversie van Rodan deed enkel mee in Godzilla: Final Wars, waarin hij een van de vele Kaiju was die door de Xillians werd gebruikt om de aarde aan te vallen. Rodan viel New York aan, en vocht later samen met King Caesar en Anguirus tegen Godzilla. Hij werd verslagen maar niet gedood door Godzilla.

## Media

### Filmografie
- Rodan
- Ghidorah, the Three-Headed Monster
- Invasion of Astro-Monster
- Destroy All Monsters
- Godzilla vs. Gigan (via oud beeldmateriaal)
- Godzilla vs. Megalon (via oud beeldmateriaal)
- Terror of Mechagodzilla (via oud beeldmateriaal)
- Godzilla vs. Mechagodzilla II
- Monster Planet Of Godzilla attractiepark films
- Godzilla Island televisieserie
- Godzilla: Final Wars
- Godzilla: King of the Monsters

Daarnaast heeft Rodan in de Amerikaanse film Kong: Skull Island een cameo. Een grottekening van hem is te zien in een bonusscène na de aftiteling.

### Computerspellen
- Godzilla: Battle Legends
- Godzilla: Domination!
- Godzilla 2: War of the Monsters
- Godzilla: Destroy All Monsters Melee
- Godzilla: Save the Earth
- Godzilla: Unleashed
- Godzilla Unleashed: Double Smash

### Cameo’s
Rodan had zowel alleen als samen met Godzilla cameo’s in series als Animaniacs, The Simpsons, en The Colbert Report.